# 亞伯氏症
亞伯氏症（英語：Apert syndrome）是一種罕見的先天性疾病，其因顱縫早期閉合而導致尖顱或併指等的先天性綜合徵。
其發生率為1/16000至1/20000。
遺傳方面，其遺傳方式為體染色體顯性遺傳，大多數由新突變造成。